# Chrysosoma sagax
Chrysosoma sagax är en tvåvingeart som beskrevs av Becker 1922. Chrysosoma sagax ingår i släktet Chrysosoma och familjen styltflugor. Inga underarter finns listade i Catalogue of Life.